# Castello di Case Bruciate
Il castello di Case Bruciate è una fortificazione situata nell'omonima località del comune italiano di Carpaneto Piacentino, in provincia di Piacenza. Si trova vicino al corso del torrente Chero, in aperta pianura Padana.

## Storia
Edificato nel 1180 dalla famiglia Malaspina, fu in seguito ceduto al canonici della basilica di Sant'Antonino di Piacenza.
Secondo una leggenda, il toponimo Case Bruciate deriverebbe da un incendio che devastò la struttura nel 1314, sembra involontariamente appiccato dal nobile Corrado Confalonieri, che successivamente divenne penitente ed eremita, venendo poi proclamato santo, durante una battuta di caccia.
In seguito, l'edificio è citato in un documento del 1321, anno in cui fu distrutto da parte di truppe fedeli ai Visconti.
Nel periodo compreso tra il 1558-1576 risultava, secondo il registro degli estimi, ancora in possesso della famiglia Malaspina. Nel 1624, con l'estinzione del ramo famigliare, avvenuta in seguito alla morte del marchese Francesco Malaspina, passò in eredità ai suoi nipoti, membri della famiglia Barattieri. Nel 1647 il possesso del castello era equamente suddiviso tra il conte Paolo Emilio Barattieri e Ottavio e Carlo Barattieri.
Nella seconda metà del Novecento l'edificio era di proprietà della famiglia Sidoli.

## Struttura
Il castello si compone di un corpo di fabbrica a tre piani, una torre a pianta quadrata realizzata in laterizio posta sul lato destro dell'edificio e una torre rotonda realizzata in sasso, sul lato opposto. L'accesso principale all'edificio è costituito da un ingresso ad arco. 
La torre in sasso, elemento più antico del complesso, fu in seguito affiancata dal resto del maniero, risalente al XVI secolo, e infine inglobata in una serie di edifici rustici.